# Asparagus racemosus
Thiên môn chùm (danh pháp hai phần: Asparagus racemosus), trước đây thuộc họ Loa Kèn (Liliaceae), hiện tại được xếp vào họ Măng Tây (Asparagaceae). Loài này được Willd miêu tả khoa học lần đầu vào năm 1799.

## Đặc điểm thực vật

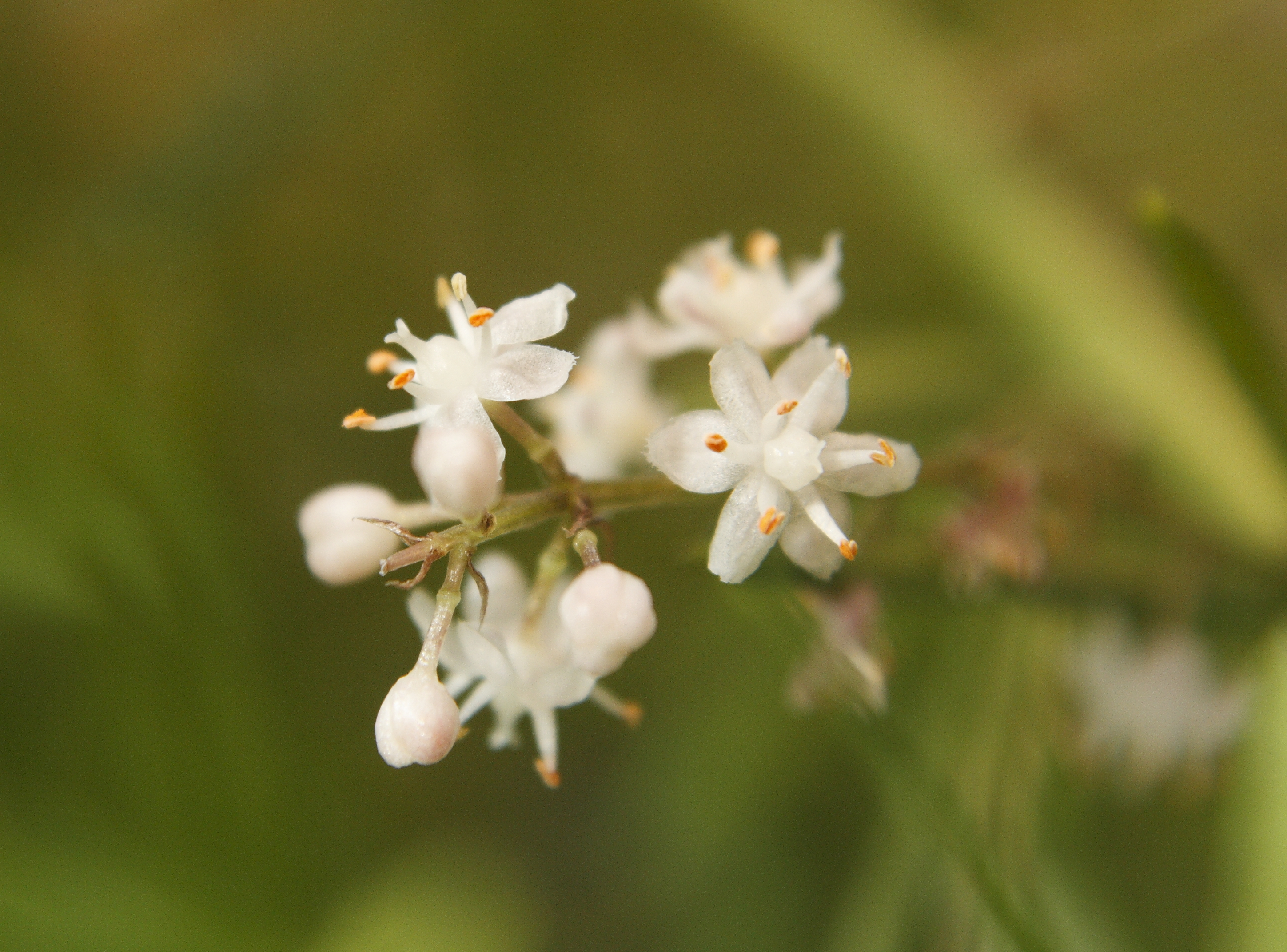

## Hình ảnh

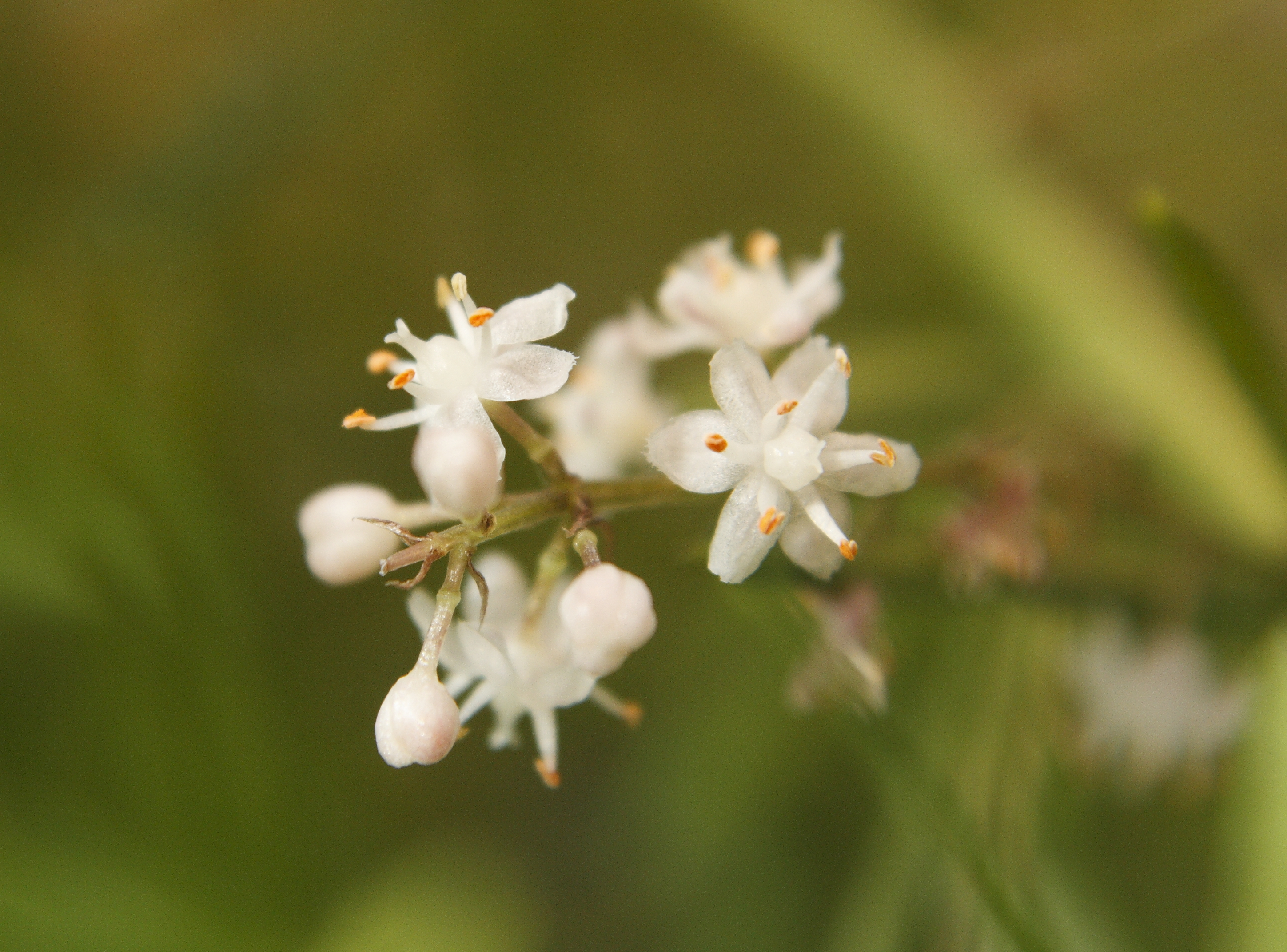
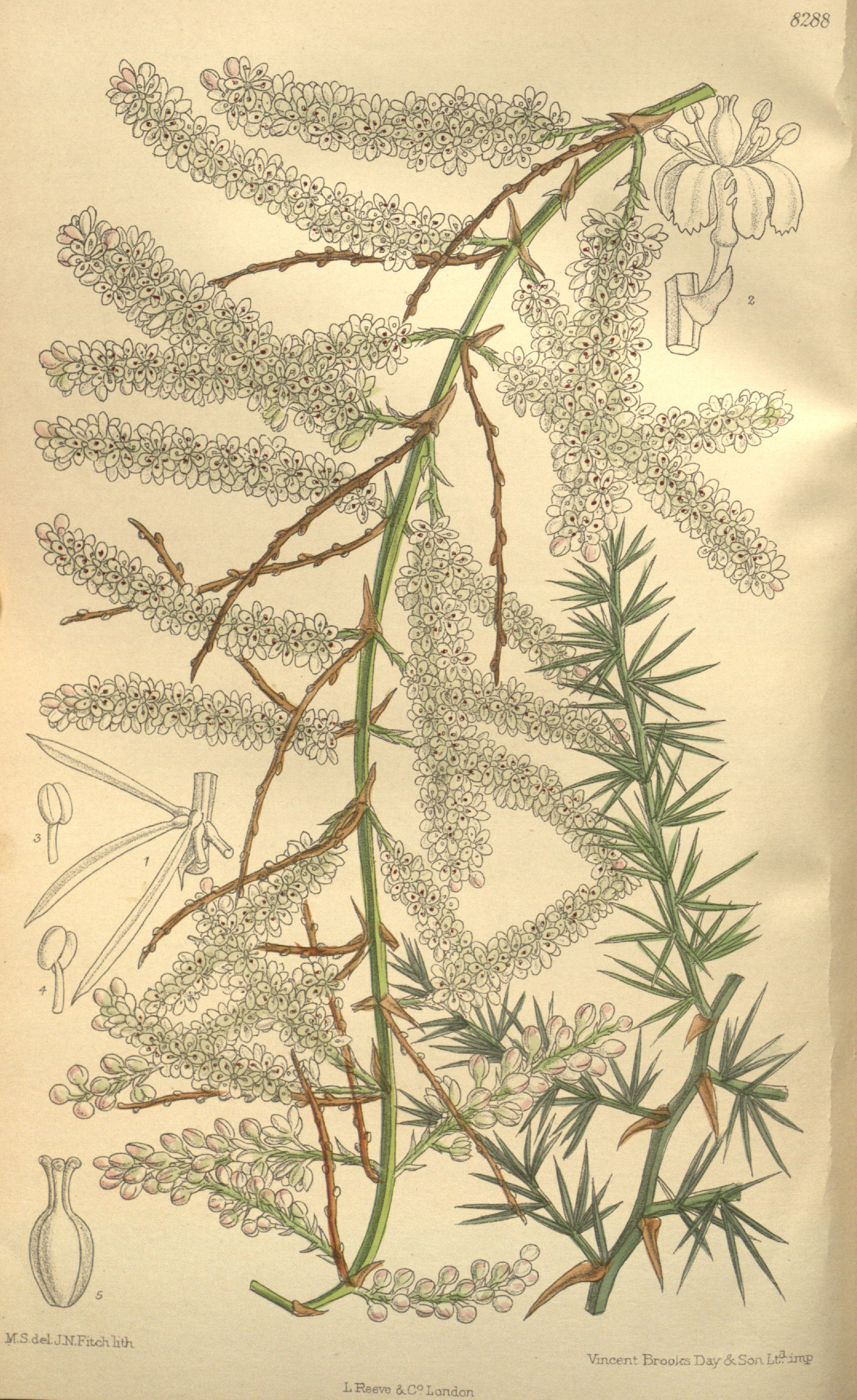
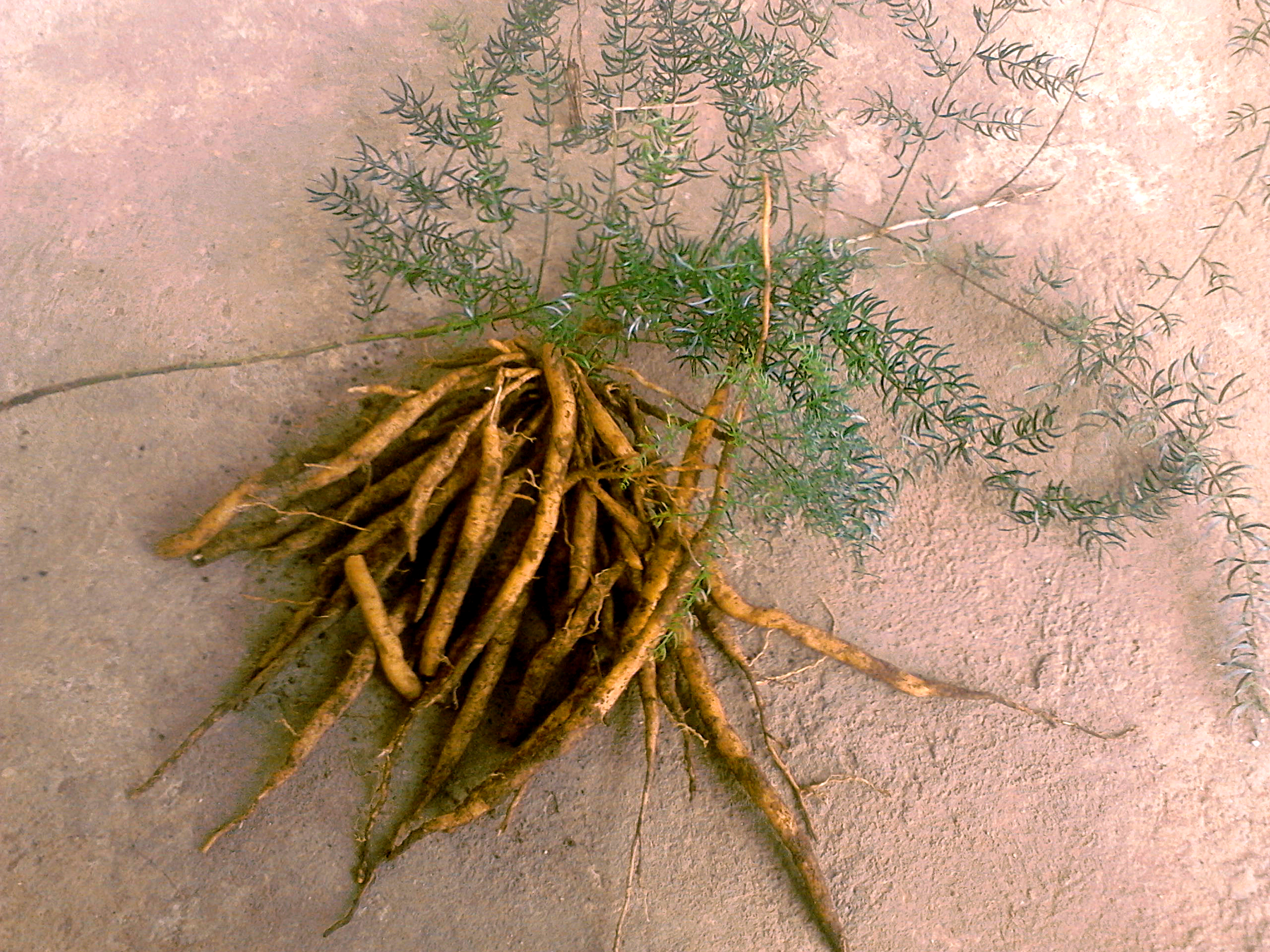
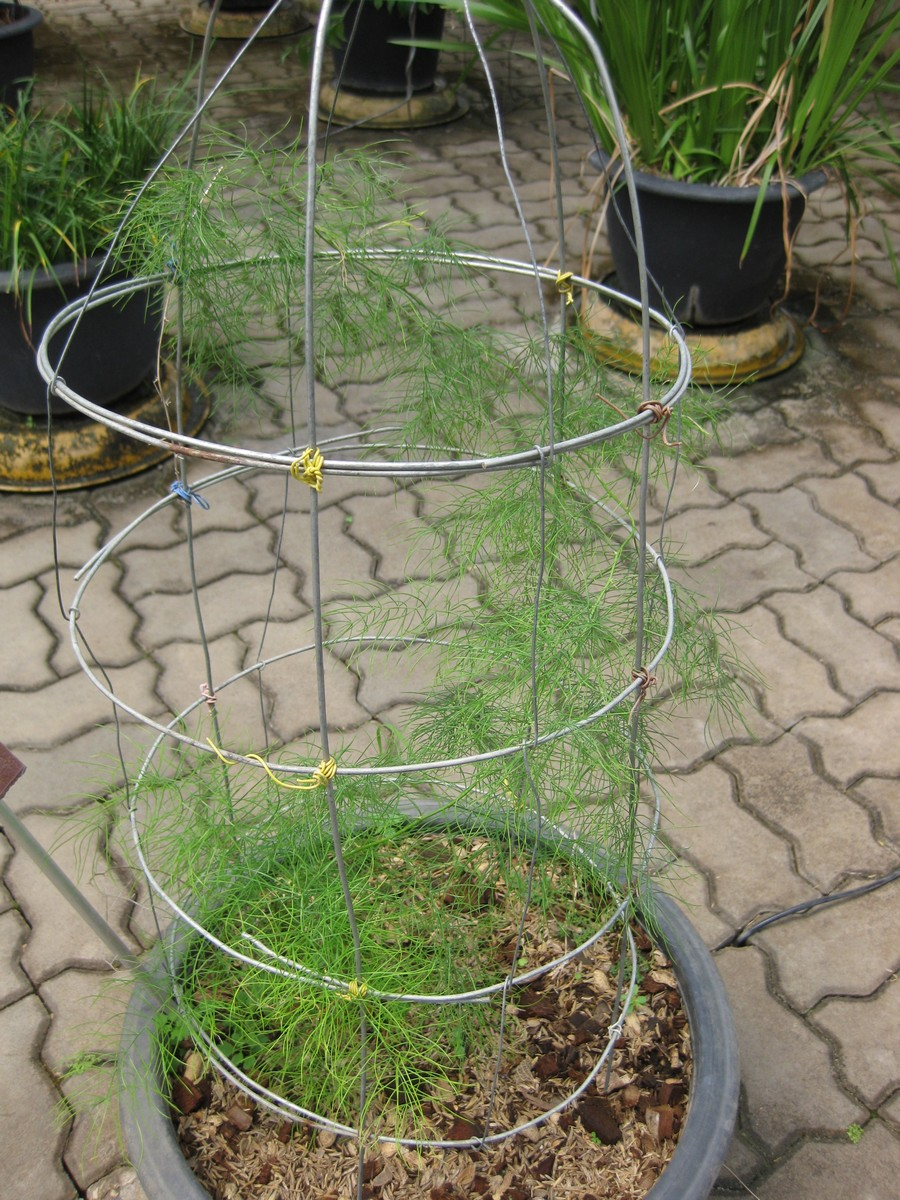